# Ferenc Seres
Ferenc Seres (Újkécske, 3 novembre 1945) è un ex lottatore ungherese, specializzato nella lotta greco-romana.

## Palmarès

### Olimpiadi
- 1 medaglia:
  - 1 bronzo (Mosca 1980 nei -48 kg)

### Mondiali
- 1 medaglia:
  - 1 bronzo (Teheran 1973 nei -48 kg)